# Alegeri legislative în Canada, 1872
| John A. Macdonald                          |  | Edward Blake |
| John A. Macdonald (stânga) și Edward Blake |  |              |

Alegerile federale canadiene din 1872, al doilea scrutin general, după  Confederația canadiană din 1867, au avut loc în între 20 iulie și 12 octombrie 1872 în scopul de a se alege deputații de la cea de a doua legislatură, din Camera Comunelor din Canada. Conservatorii lui Sir John A. Macdonald au câștigat victoria în fața liberalilor, rămânând astfel la putere.
Edward Blake, care s-a proclamat simultan în Camera Comunelor și Adunarea legislativă din Ontario, a demisionat din postul de premier al provinciei Ontario pentru a candida în 1872, mandatele duble nefiind permise. În cazul unei victorii liberale, el ar fi devenit, probabil, prim-ministru al Canadei. Partidul Liberal nu avea niciun lider oficial, până în 1873, când Alexander Mackenzie a primit acest titlu, după ce Blake l-a refuzat, invocând sănătatea precară. Mare parte din perioada campaniei din 1872, Blake a suferit de probleme de sănătate, Mackenzie fiind cel care dirija în mod esențial campania liberalilor în Ontario, dar nu și în afara acestei provincii.
Alegerile din 1872 a fost prima oară când cele două noi provincii Columbia Britanică și Manitoba au participat la un scrutin general. În cazul Columbiei Britanice, alegerile parțiale avuseseră loc în 1871, la scurt timp după aderarea provinciei la Confederație, două locuri au fost câștigate prin aclamare (Cariboo și New Westminster), dar lupta electorală a fost acerbă în circumscripțiile unde a existat concurență. Din cele șase locuri (cinci districte) disputate în 1872, două au fost câștigate prin aclamare, în timp ce la alegerile parțiale, cinci din șapte membri câștigaseră prin aclamare. Al doilea prim-ministru al Columbiei Britanice, Amor De Cosmos, a fost ales împreună cu omul de afaceri Henry Nathan Jr. (amândoi liberali), în două colegii electorale din Victoria. Ambii au fost demisionat după ce fuseseră aleși prin aclamare la alegerile parțiale din anul precedent. La următoarele alegeri, Cosmos a câștigat două mandate înainte de a fi învins în 1882.

## Rezultate
Următorii membri au fost aleși fără opoziție:
- Colombia-Britanică: 3 liberal-conservatori
- Manitoba: 1 liberal-conservator
- Ontario: 3 conservatori, 3 liberal-conservatori, 10 liberali
- Québec: 9 conservatori, 5 liberal-conservatori, 5 liberali
- New Brunswick: 6 liberali
- Noua-Scoție: 1 conservator, 4 liberal-conservatori, 2 liberali